# HD 93385
HD 93385 là tên của một ngôi sao nằm trong một chòm sao phương nam tên là Thuyền Phàm. Với cấp sao biểu kiến là 7,5, ta không hề nhìn thấy nó bằng mắt thường, kể cả trong điều kiện thời tiết tốt kết hợp với vùng hoa vu, nơi cách xa thành thị (do sự ô nhiễm ánh sáng làm giảm tầm nhìn). Giá trị thị sai của nó đo được là 23,70 mas, tương đương với khoảng cách vật lí của nó với mặt trời là 138 năm ánh sáng.
Nó là một ngôi sao nằm trong dãy chính với loại quang phổ là G2/G3 V. Những đặc tính vật lí của ngôi sao này tương đương với mặt trời, chỉ là nó to lớn mặt trời một chút. Khối lượng của nó là 107% khối lượng mặt trời, bán kính chỉ bằng 117% bán kính mặt trời và phát ra năng lượng hay tỏa ra ánh sáng gấp 142% khi so sánh với mặt trời. Tỉ lệ các nguyên tố khác với hydro và heli (hay chính là [[độ kim loại) của ngôi sao này cũng gần như là bằng mặt trời. Các hoạt động diễn ra trên bề mặt của nó hầu như là không diễn ra.
Nó có hai hành tinh giống như là siêu Trái Đất quay quanh nó. Cái đầu tiên là nặng gấp 8,3 lần khối lượng Trái Đất và có chu kì là 13,186 ngày. Còn cái thứ hai thì có khối lượng gấp 10,1 lần Trái Đất với chu kì là 46,025 ngày. Bên cạnh đó, một ngôi sao đồng hành về mặt vật lí cũng có ở đó với góc phân tác là 10,32" dọc theo góc vị trí là 288 độ. Nó có khối lượng khoảng bằng 45% khối lượng mặt trời.

## Dữ liệu hiện tại
Theo như quan sát, đây là ngôi sao nằm trong chòm sao Thuyền Phàm và dưới đây là một số dữ liệu khác:
- Xích kinh 10h 46m 15.11587s[2]
- Độ nghiêng –41° 27′ 51.7235″[2]
- Cấp sao biểu kiến 7.486[1]
- Vận tốc hướng tâm 47.80 ± 0.61[9] km/s
- Loại quang phổ G2/G3 V[3]
- Giá trị thị sai 23,70 +/- 0,69 mas[2]

| Thiên thể đồng hành (thứ tự từ ngôi sao ra) | Khối lượng | Bán trục lớn (AU) | Chu kỳ quỹ đạo (ngày) | Độ lệch tâm | Độ nghiêng | Bán kính |
| ------------------------------------------- | ---------- | ----------------- | --------------------- | ----------- | ---------- | -------- |
| Ab                                          | ≥8.3 M🜨    | 0.1116± 0.0018    | 13.186                | 0.15± 0.11  | —          | —        |
| Ac                                          | ≥10.1 M🜨   | 0.257± 0.0043     | 46.025± 0.00725       | 0.24± 0.18  | —          | —        |